# Surmasaari (ö i Södra Savolax, S:t Michel, lat 62,13, long 26,86)
Surmasaari är en ö i Finland. Den ligger i sjön Härkäjärvi och i kommunen Sankt Michel i den ekonomiska regionen  S:t Michel och landskapet Södra Savolax, i den södra delen av landet, 240 km norr om huvudstaden Helsingfors. Öns area är 4,1 hektar och dess största längd är 400 meter i nord-sydlig riktning.